# Jaskinia w Wąwozie Aleksandrowickim Trzecia
Jaskinia w Wąwozie Aleksandrowickim Trzecia, Schronisko w Wąwozie Aleksandrowickim II – jaskinia w prawych, opadających do Aleksandrówki zboczach Doliny Aleksandrowickiej we wsi Aleksandrowice w województwie małopolskim, w powiecie krakowskim, w gminie Zabierzów. Pod względem geograficznym znajduje się na Garbie Tenczyńskim wchodzącym w skład Wyżyny Krakowsko-Częstochowskiej.

## Opis obiektu
Jaskinia znajduje się w lesie przy dolnym końcu doliny, powyżej stawu rybnego, w zbudowanej z wapieni skalnej grzędzie, której wspinacze skalni nadali nazwę Przystawka lub Skała z Jaskinią. Oprócz tej skały są tutaj w niewielkiej odległości na południe dwie inne skały wspinaczkowe: Magiel i Kredens.
Jaskinia ma trzy otwory; dwa znajdują się u podstawy jej północno-wschodnich ścian, trzeci w górnej części skał. Główny otwór powstał na szerokiej i górą częściowo otwartej szczelinie. Dno jest strome i pokryte wielkimi blokami skalnymi i wapiennym rumoszem. Na końcu pierwszej części jest poprzeczna szczelina, z której na prawo prowadzi 4 metrowej długości odcinek otwarty do powierzchni na całej długości. W lewo przez jednometrowy próg można wejść do wysokiego korytarza, o szerokości dochodzącej do 2 m. Na jego ścianach na kilku poziomach są półki będące dawnymi poziomami wody przepływającej przez jaskinię. Korytarz ten kończy się wąską, prowadzącą ku górze szczeliną, która wychodzi w dnie niewielkiej, owalnej studzienki o głębokości 2 m. Wylot studzienki znajduje się na wysokości około 12 m powyżej otworu jaskini.
Jaskinia powstała w wapieniach skalistych górnej jury (oksford). Jej namulisko w głębi jest gliniaste z gruzem skalnym. Przy otworach i w studzience jest warstwa liści, a pod nią duża ilość próchnicy zmieszanej z gruzem wapiennym. Tylko najniżej położony tunel jest wilgotny, głębsze partie są ciemne i suche.Na ścianach występują wyschnięte polewy naciekowe.
Na ścianach i stropie w pobliżu otworu występują glony, porosty i mchy – Neckera complanata i Taxiphyllum wissgrillii oraz wątrobowiec – Porella platyphylla. W 2000 r. wewnątrz jaskini obserwowano duże okazy sieciarza jaskiniowego (Meta menardi) i zimujące tam ćmy – szczerbówka ksieni i Triphosa dubitata.

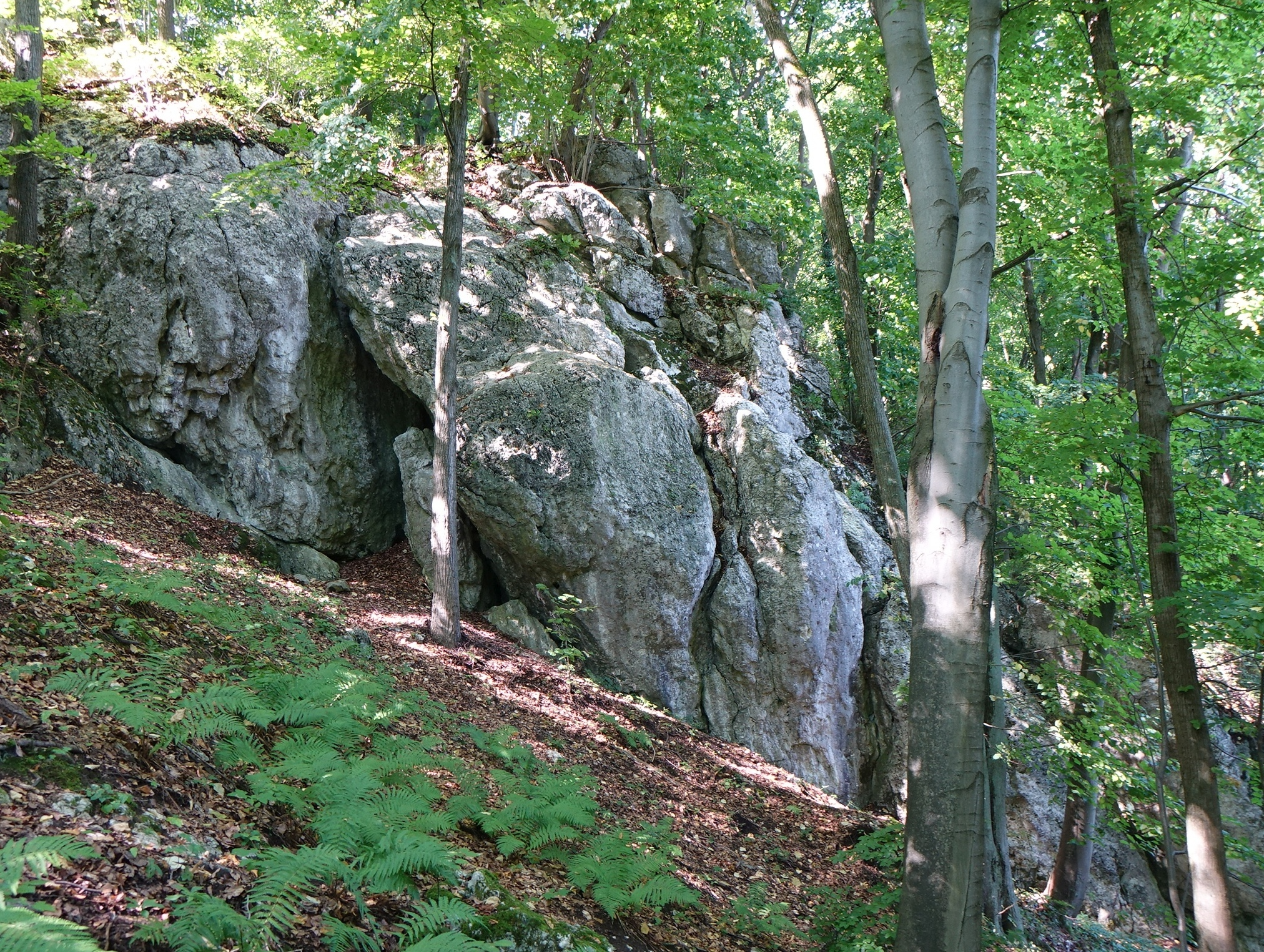
Skała z głównym otworem
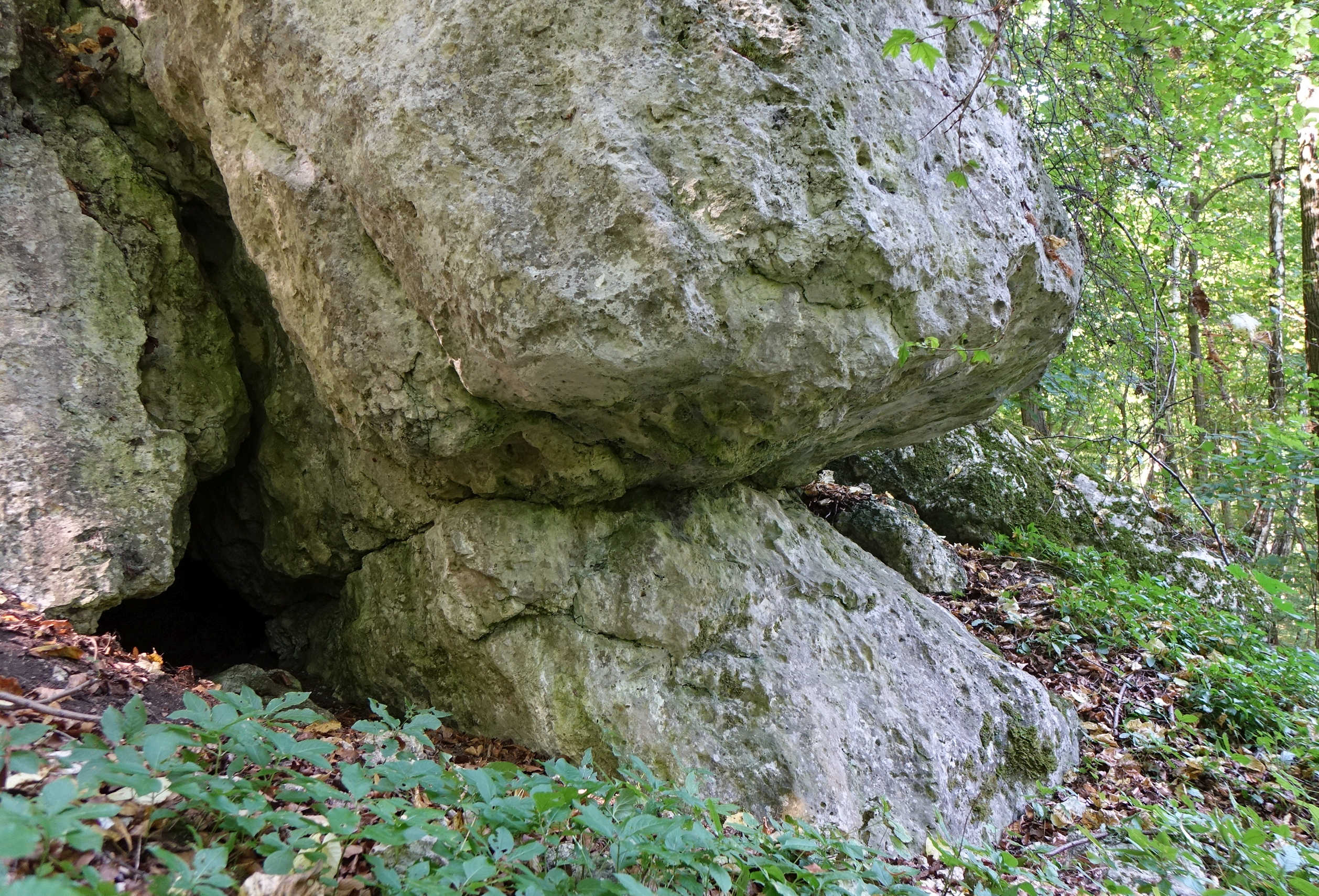
Jeden z otworów
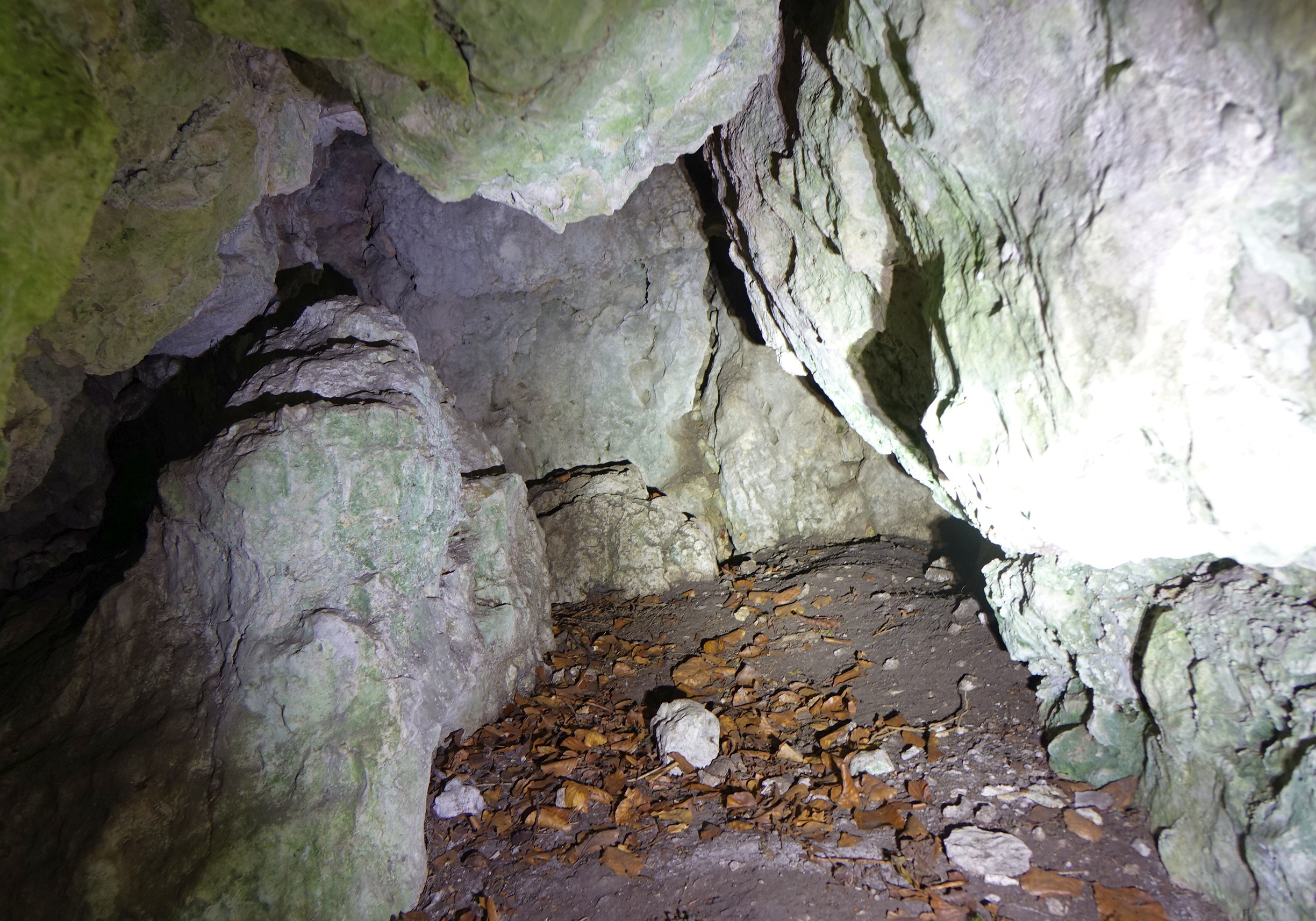
Korytarz za otworem głównym
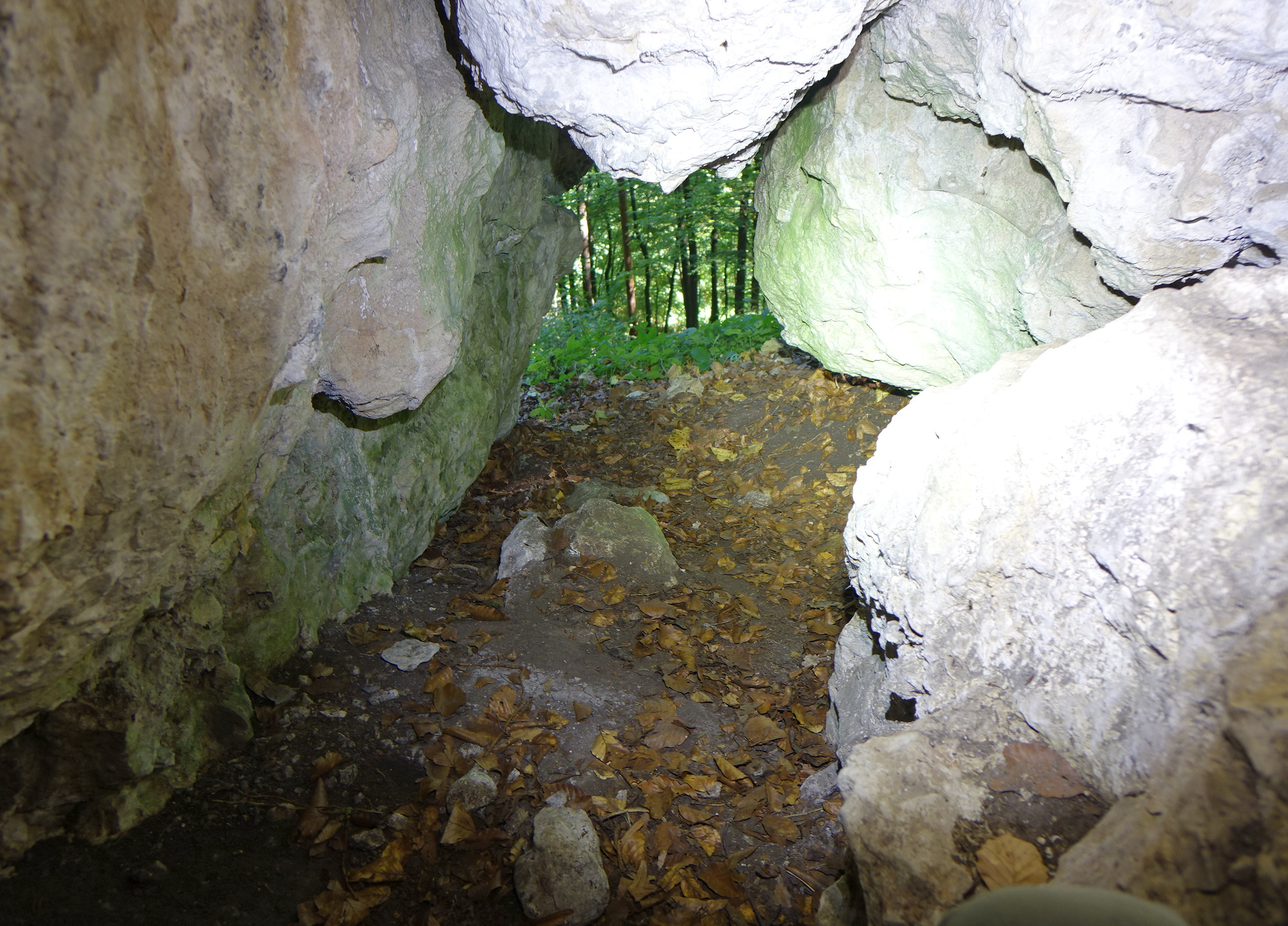
Widok z korytarzyka
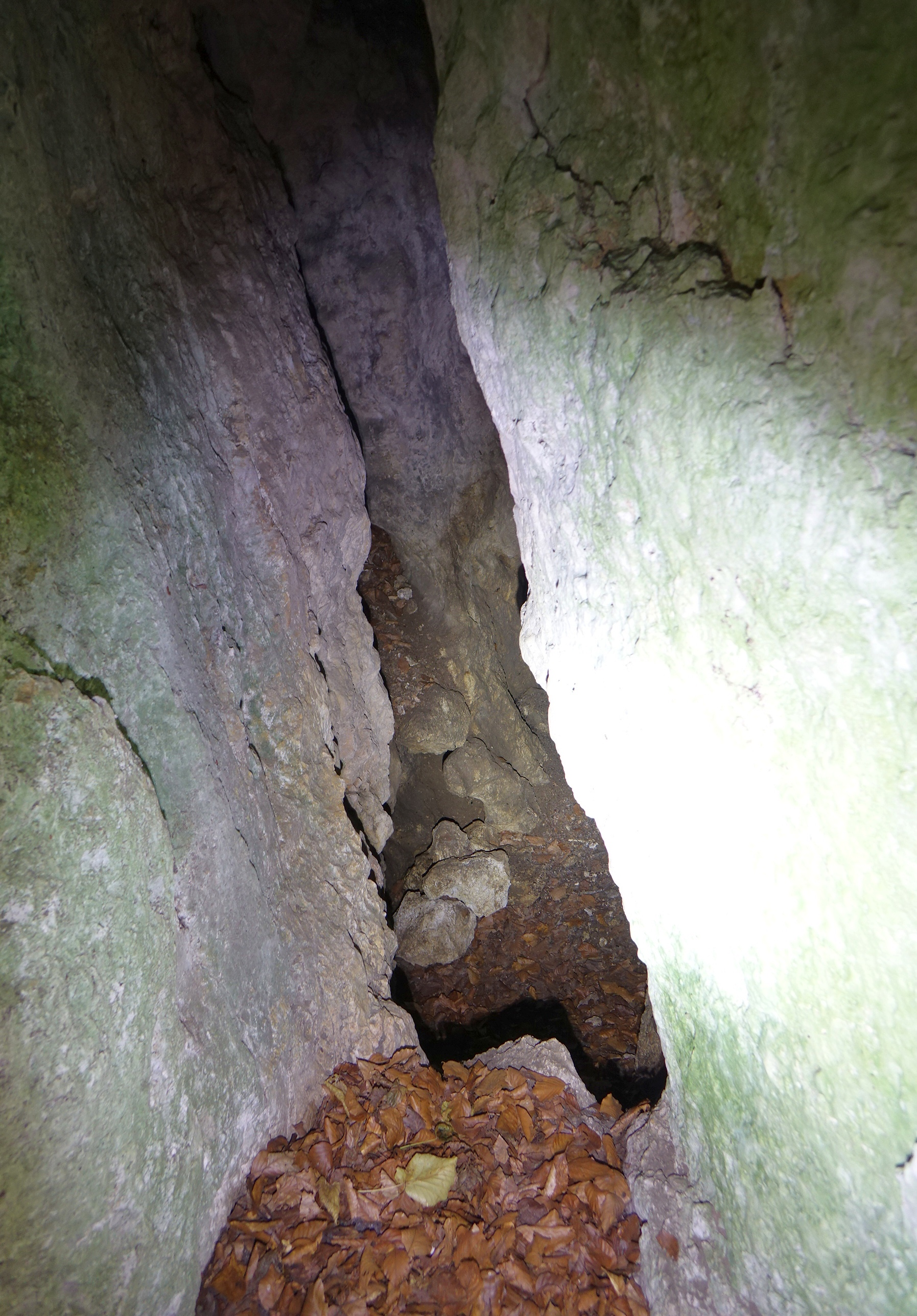
Szczelina

## Historia poznania
Jaskinię zinwentaryzował Kazimierz Kowalski w 1951 r. Nie wspomina o górnym otworze jaskini; być może powstał on już później. W 1999 r. J. Baryła, A. Górny i M. Szelerewicz sporządzili dokumentację jaskini, w 2009 r. zaktualizowali ją A. Górny i M. Szelerewicz. W 2000 r. Andrzej Wojtoń pokonał zacisk w dolnym ciągu jaskini i odkrył wcześniej nieznane 4 m korytarza. Plan jaskini opracował M. Szelerewicz.